# Muramasa Sengo
Pour les articles homonymes, voir Muramasa (homonymie).
 (octobre 2021).
Si vous disposez d'ouvrages ou d'articles de référence ou si vous connaissez des sites web de qualité traitant du thème abordé ici, merci de compléter l'article en donnant les références utiles à sa vérifiabilité et en les liant à la section « Notes et références ».

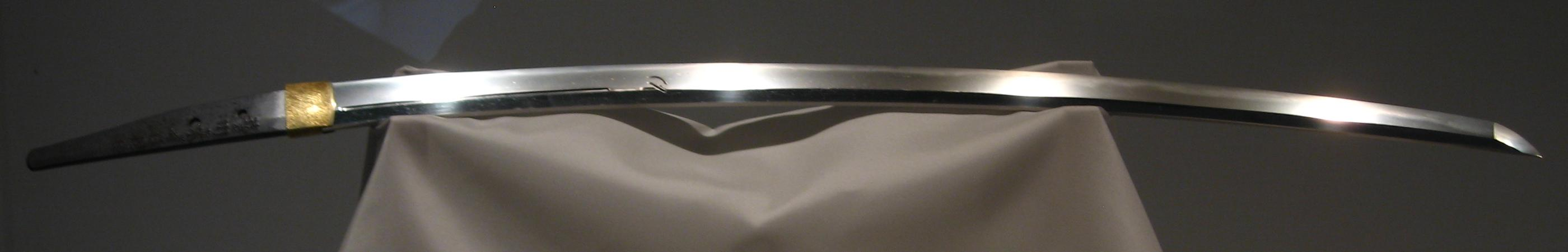
Lame de Katana forgée par Muramasa, Musée national de Tokyo.

Sengo Muramasa (千子 村正) était un forgeron de sabres japonais, katana-kaji, très célèbre bien que particulièrement obscur. Il fonda (ou il l'a faite fonder) sa propre école, du nom de Sengo, au XVIe siècle centrée sur la province d'Ise. Il semble avoir porté à la Cour Impériale le titre honorifique de Uemon-no-jō (右衛門尉) correspondant à un rôle de garde impérial, dans le système Ritsuryō, obsolète à l'époque. Muramasa semble aussi avoir été moine bouddhiste, sous le kaimyō (nom du Dharma) de Myōdai.

## Identité de Muramasa
Artisan à l'identité quelque peu trouble, on pense qu'il y eut en fait plusieurs générations d'héritiers du nom de Muramasa, entre deux et huit personnes (il s'agit d'une pratique courante dans le Japon traditionnel), mais beaucoup de documents à leur sujet auraient disparu dans les bombardements de la Seconde Guerre mondiale. Ce qui est sûr néanmoins, c'est que le forgeron de la seconde génération fut le plus fameux d'entre eux, un prodige qui domina largement les autres en talent et réputation. En outre, il semble que les héritiers de Muramasa, à partir de la 4e génération, préférèrent signer du nom de leur école, Sengo, plutôt que Muramasa, en raison de la prohibition du shogunat Tokugawa.
Le nombre de sabres de Muramasa survivants est inconnu, mais on suppose que moins de 25% ont survécu aux ravages du temps. On lui connaît des lames de tous les types, avec une majorité de Tantō (poignards), et si certaines sont bien connues et placées dans des musées publics japonais, bon nombre sont détenues par des collectionneurs privés (dont le katana de Sanada Yukimura, une élégante lame longue de 68,8 cm avec courbure de 1,7 cm).
Une théorie, essentiellement soutenue par le conservateur du Victoria and Albert Museum dans le sabre japonais, dit que ce seraient en fait les lames de Muramasa qui auraient été plus tard suriage, resignées en Masamune, afin de contourner leur interdiction par le bakufu Tokugawa. Cependant, par la suite, la renommée de « Masamune » était devenue si grande que de nombreux artisans signèrent leurs lames de ce nom, donnant lieu à de grands problèmes d'authentification et à la légende de l'existence de Masamune.
Cette dernière théorie est néanmoins douteuse, dans la mesure où il est clairement établi que Toyotomi Hideyoshi était épris de Soshu Masamune, et non pas de Muramasa. En outre, il semble absurde que Tokugawa Ieyasu eût instauré la prohibition d'un forgeron dans le but d'en favoriser un autre qu'il aurait créé spécialement pour l'occasion.
De plus, on sait que les lames Muramasa (村正) suriage aux signatures retouchées ont principalement été faites en Masashige (正重) ou en Masazane (正真), et non pas en Masamune (正宗) attendu le très faible nombre, voire l'inexistence de lames signées par ledit Gorō Nyudō Masamune.

## Caractéristiques de l'école Muramasa
Bien qu'il existe d'autres caractéristiques plus techniques (essentiellement appréciables par les connaisseurs et experts en Nihontō), les lames Muramasa sont principalement connues et reconnaissables à cinq (voire six ou sept) choses :
- leur excellent comportement de coupe et endurance ;
- le hamon miroir de la lame, c'est-à-dire formant un motif uniforme et similaire, voire quasiment identique sur les deux côtés de la lame). Accomplir cela est extrêmement difficile, en particulier pour les hamons les plus complexes et sophistiqués. Façonner un hamon est complètement différent de peindre sur une toile, et même les Suguha-Hamon requièrent des aptitudes, une habilité particulièrement élevées. En d'autres termes, le contrôle habile de Muramasa sur ses hamon est presque surhumain[non neutre] ;
- une soie (nakago) de type Tanagobara-gata (litt. ventre de poisson). Ce type de nakago n'est bien sûr pas unique à Muramasa, mais elle fait partie des caractéristiques de son école de forge ;
- la signature écrite sur la nakago est inscrite d'une façon quelque peu particulière à Muramasa (à tel point qu'un expert peut souvent la reconnaître avec un seul kanji, même si la signature a été modifiée ou altérée) ;
- la malédiction, associée au concept de Yōtō (妖刀), c'est-à-dire de lame maudite, de katana yōkai, une légende propre au folklore japonais, et au concept de Tsukumogami (kami des objets), c'est-à-dire, dans ce cas-ci, la croyance que certains sabres ont une âme. Occasionnellement, une lame de Muramasa peut porter d'autres surnoms, typiquement liés à l'excellent comportement de coupe (kireaji) des Nihonto ;
- les analyses scientifiques modernes ont également découvert que la majorité des Nihonto contiennent entre 0,5~0,7% de carbone. Une analyse effectuée sur un sabre âgé de six siècles et forgé par Muramasa II en personne, a déterminé sa masse de carbone à 0,78% (sources : Study of Microstructures on Cross Section of JAPANESE SWORD M. Yasoa, T. Takaiwa, Y. Minagi, K. Kubota1, S. Morito2, T. Ohba2, A. K. Das2). Il va de soi que cette donnée influence énormément le comportement de coupe des lames de tous types ainsi que la capacité de la lame à encaisser les chocs ;
- certains, mais pas tous, ont des Horimono à thème bouddhiste, soit des gravures sur l'acier du sabre. Par exemple, l'un des chefs-d'œuvre les mieux connus de Muramasa, le katana Myōhō Rengekyō Muramasa, évalué Juyo Bijutsu-Hin par les experts de cet art. Dédié au Sūtra du Lotus, comme l'indique son nom, cette inscription se trouve sur la face Omote de la Nakago (soie), à l'intérieur de la poignée. Sur la lame elle-même est gravé So-no-Kurikara, un dragon japonais enroulé autour de l'épée (Ken avec poignée en forme de Basara, Vajra) de Fudō Myō'ō, le roi de lumière Acala, l'un des plus puissants protecteurs du bouddhisme japonais. La forme complète est gravée sur la flanc Omote, et la flanc Ura comporte sa version abrégée.

## La légende de Yōtō Muramasa
Selon la légende qui entoure Muramasa, il était connu pour sa violence de caractère et transmettait cette violence à l'âme de ses sabres. La croyance dit aussi que ses sabres étaient assoiffés du sang poussant leurs propriétaires au suicide ou à commettre des crimes, car les Tsukumogami de ces lames maudites refusaient de retourner au fourreau tant qu'elles n'avaient pas fait couler le sang, fût-ce celui de leur propriétaire. Ieyasu Tokugawa ayant été blessé deux fois par les lames de Muramasa, il s'ensuivit l'interdiction de port de ces dernières lors du shogunat. La dynastie Tokugawa eut maille à partir dans de nombreuses occasions avec ces lames de Muramasa.
Ci-dessous, une liste non exhaustive des méfaits attribuées aux lames de Muramasa.
Matsudaira Kiyoyasu fut tué par un katana de Muramasa, la lame le trancha en deux de l'épaule jusqu'à la hanche opposée. Le coupable était le fils de l'un des suivants les plus distingués de Kiyoyasu.
Matsudaira Hirotada fut blessé par un wakizashi de Muramasa, l'assassin qui s'était glissé dans ses appartements était un samouraï ivre, mais guerrier vétéran et loyal, ayant pris de nombreuses têtes ennemies sur le champ de bataille.
Matsudaira Nobuyasu, le fils de Ieyasu, fut contraint au seppuku. Son kaishaku était l'un de ses meilleurs amis. Mais celui-ci, au moment de le décapiter, se mit à pleurer si fort qu'il ne pouvait officier. Le témoin officiel, un certain Amagata Michioki (天方通興) se précipita pour mettre un terme aux souffrances du malheureux, mais malheureusement, Michioki n'avait alors qu'un wakizashi entre ses mains. C'était un Muramasa.
Tokugawa Ieyasu lui-même fut blessé au moins deux fois par un Muramasa. La première, enfant, il utilisait son kozuka lorsqu'il s'est blessé avec, il s'agissait d'une blessure très légère, une égratignure pour ainsi dire, mais il lui causa une douleur d'une intensité anormale. C'est sans doute à ce moment-là que Ieyasu commença à craindre les Muramasa et à envisager une malédiction.
La seconde fois, Ieyasu inspectait avec curiosité sur le champ de bataille la lance de l'un de ses officiers, Oda Nagataka, le fils de Oda Urakusai Nagamasu, qui était le frère de Oda Nobunaga. Pendant la bataille de Sekigahara, lors d'un combat au corps à corps, possiblement un duel, Nagataka tua un commandant ennemi du nom de Tōda Shigemasa (戸田重政) en lui transperçant à la fois la tête et le heaume avec son Yari, d'un seul coup, comme on enfile un fil avec une aiguille. C'est pourquoi Ieyasu était curieux au sujet de cette arme incroyable. En la voyant de près, il la découvrit complètement intacte, tandis que normalement, lorsqu'une lame (japonaise ou non) entre en contact violent avec un objet aussi ou plus solide que lui, l'acier est endommagé et le tranchant émoussé.
Depuis l'époque de la guerre d'Onin au moins il y eut des cas où les épées japonaises endommageaient gravement les armures de fer des Japonais, bien que les sabreurs visent normalement les points faibles du combattant ennemi, soit les parties non couvertes par l'armure, il y eut des cas où des lames percèrent ou tranchèrent des pièces d'armures : gantelets kote, casques kabuto, plus rarement des plastrons... certaines de ses lames sont restées célèbres, telles que le Kote-giri Masamune ou le Kabutowari Izumi-no-kami Kanesada un O-wakizashi jadis porté par le héros Saigo Takamori. Nombre de lames anciennes portent aussi des surnoms liés au comportement de coupe. Nonobstant, de façon générale, il n'est pas attendu d'une lame que son fil demeure intact après avoir transpercé une plaque de fer (et à plus forte raison d'acier bien que cela soit fort improbable), et ce qu'il s'agisse d'une lame d'épée, de lance ou d'une flèche. Mais dans ce cas-ci, la lance de Oda Nagataka était intacte dans son fil et dans son fer ! Un exploit que l'habilité du spadassin ne peut suffire entièrement à expliquer, aussi Tokugawa Ieyasu loua à juste titre la facture d'ordre supérieur de cette lance. C'était prodigieux.
Mais dans un moment d’inattention (Ieyasu était déjà d'un âge avancé à l'époque, et il décéda quelques années plus tard) la lance lui échappa des mains et le blessa légèrement au doigt. Ieyasu s'exclama en plaisantant à moitié qu'il devait s'agir d'un Muramasa. Urakusai le lui confirma aussitôt, à son grand embarras. À l'époque, tous les ennemis des Tokugawa (en particulier Sanada Yukimura, bien que les sources varient sur la nature de la lame Muramasa en sa possession, certaines disent un O-Wakizashi, d'autres un Tachi, et curieusement c'est un Jumonji-Yari qui est couramment associé à ce samouraï) s'arrachaient les œuvres de Muramasa, afin de lui porter malheur. L'incident faillit causer une rupture entre les survivants de la maison Oda et leurs nouveaux liges Tokugawa, mais Nagataka prouva sa fidélité en tranchant aussitôt la hampe de sa lance avec son wakizashi.
Certaines théories liées au prétendu sosie de Tokugawa Ieyasu, disent que l'un de ces kagemusha a été occis par un féal de Ishida Mitsunari, Kagai Hidemochi, lors de la bataille de Sekigahara. D'après le Kubikiri Asa (首斬り朝) de Kazuo Koike - auteur souvent loué pour son travail d'historien et la reconstitution méticuleuse des mentalités des sociétés et époques traitées - ce fut une lame signée Muramasa qui fut utilisée à cette occasion. Si, comme certains le pensent, ce fut Ieyasu qui périt alors et non pas son double, et que le double remplaça par la suite le Shogun afin de cacher sa mort précoce au public, cela signifie que Ieyasu, cet homme déifié par les Empereurs du Japon sous le nom deTōshō Dai-Gongen ou encore Tōshō Shinkun (le Divin Suzerain qui Brille dans l'Orient), fut bel et bien victime de la malédiction de Muramasa : l'épée du déicide.
Ce n'est qu'après avoir détruit le clan Toyotomi qu'Ieyasu put décréter la destruction des Muramasa, essayant de les faire disparaître à tout jamais. Mais il échoua, et les méfaits liés aux Muramasa se poursuivirent. Cela était probablement dû au laxisme des samouraïs chargés de le faire appliquer, voire au manque de coopération de membres des branches vassales du clan Tokugawa. Il y eut aussi des cas où la signature de Muramasa était modifiée (souvent en Masamune, d'où les rumeurs qu'ils auraient été maître et disciple, ou encore que Masamune n'existe pas du tout).
Ainsi, le frère du 3e Shogun, Tokugawa Tadanaga, fut contraint au seppuku par son frère en raison de son comportement erratique et/ou de rumeurs de trahison. Il se suicida avec un tantō signé Muramasa.
Dans le monde anglophone, et aux États-Unis en particulier, il existe une historical misconception à propos des katana, et qui est que les samouraïs n'avaient pas le droit de rengainer leurs sabres sans avoir fait couler le sang. Cela est on ne peut plus erroné. S'il était attendu des samouraïs qu'ils ne dégainent pas leurs sabres en vain (et que de façon générale ils ne se déshonorent pas d'eux-mêmes), les seules règles formelles existant à ce sujet sont celles liées aux kata d'arts martiaux et à l'étiquette d'examen des lames. Bien entendu, aucune n'implique de faire couler le sang. En fait, l'étiquette japonaise a évolué dans l'idée d'apaiser les tensions sociales (un proverbe dit que les sociétés armées sont très policées, or justement, la société japonaise était armée jusqu'aux dents), notamment sous l'influence du prestigieux Ogasawara-ryū. En revanche, la légende de Muramasa dit que ces Yōtō sont en quête de sang, et qu'elles résisteront à l'idée de retourner au fourreau sans avoir au préalable goûté au sang. C'est donc probablement de là que provient ce malentendu.
Une anecdote intéressante, rapportée dans un article écrit par l'un des premiers Nippo-américains experts en Nihontō à avoir émergé juste après la reddition du Japon, Albert Yamanaka, raconte les pouvoirs du Muramasa, tant techniques que spirituels. Dans la 6e année de Bunsei (1823), au château d'Edo, un samouraï du nom de Matsudaira Geki avait une rancune contre plusieurs de ses collègues. Alors qu'ils se trouvaient dans une bibliothèque, Geki dégaina soudain son sabre et s'attaqua à eux, ils étaient cinq. Le premier, un certain Honda Iori, fut décapité promptement. Toda Hikonoshin et Numata Sakyō tentèrent de s'enfuir, mais Geki les rattrapa, le premier fut découpé en diagonale à travers l'une des épaules (kesa-giri), et Geki s'offrit le luxe de sabrer deux fois de suite le second, d'abord à travers la poitrine, puis à travers l'épaule. Les deux derniers, Mabe Genjurō et Kami Gorō, tentèrent de s'enfuir, et bien qu'ils fussent sabrés dans le dos, ils survécurent à ces blessures.
Enfin, la légende la plus célèbre concerne l'opposition entre Masamune et Muramasa, tous deux forgerons emblématiques et opposés. La première légende fait de Masamune le professeur de Muramasa. Masamune aurait expulsé Muramasa en raison de son tempérament et du caractère maléfique de ses lames. Toutefois et bien que largement reprise, elle est probablement sans fondement, probablement une invention de l'époque Edo.
Une seconde légende dit que deux lames signées par Masamune et Muramasa auraient été testées dans un cours d'eau. Selon les versions, les deux forgerons ont pris l'initiative ou bien il s'agit de l'idée d'un ou de samouraïs ayant les deux sabres en leur possession. Plantée dans le cours d'eau en première, le sabre de Muramasa trancha tout ce qui se trouvait sur son passage : les feuilles mortes, les poissons et jusqu'à l'air lui-même. Quant au sabre de Masamune, ce qui flottait à la dérive évitait mystérieusement le fil de la lame. Une variante dit que les feuilles étaient tranchées par le Masamune, et qu'elles poursuivaient leur cours le long du fleuve, passant sereinement sur son fil, mais qu'à l'inverse, les feuilles coupées par le Muramasa s'agglutinaient le long de la lame, en dépit d'avoir été tranchées de part en part. Les deux versions de l'anecdote confère une aura maléfique aux œuvres de Muramasa.
Si les partisans de Muramasa moquent invariablement le sabre de Masamune, leurs adversaires quant à eux expliquèrent le phénomène en déclarant que le Masamune avait un pouvoir mystique bienfaiteur, que dans une optique bouddhiste et confucianiste il ne tuait pas sans discrimination, que contrairement au Muramasa il était davantage qu'un outil pour couper des choses et tuer des gens, et que pour finir, cela n'était en rien révélateur de la qualité de l'acier de Masamune ou des performances de son comportement de coupe.
Légende liée aux concepts opposés de Katsujinken (épée salvatrice) et de Satsujinken (épée meurtrière) entrée dans la culture japonaise contemporaine et les Budō, via la dialectique du style Yagyū Shinkage-ryū, elle est caractéristique de la Pax Tokugawa qui cherchant à imposer la paix à une société guerrière, devait recourir à des symboles forts détournés de leur valeur purement militariste à des visées politiques et diplomatiques, sur des fondements similaires à la célèbre citation de Clausewitz.
C'est ainsi que l'on mit postérieurement Masamune et Muramasa en rivalité, voire à leur imaginer des rapports de maître et élève.